# 愛の鐘が世界に響きますように…
『愛の鐘が世界に響きますように…（with 亀渕友香&The Voices of Japan）』は、DEENの30thシングル。

## 概要
亀渕友香&The Voices of JapanとDEENがコラボレートした30枚目のシングル。表題曲と「White Christmas」カバーでコラボを展開している。
MVは、茨城県にある教会「ラ・フォレスタ・ディ・マニフィカ」で撮影された。後の2007年の47都道府県ツアーで、この教会でライブを行っている。

## 収録曲
1. 愛の鐘が世界に響きますように…
2. Fine day
3. White Christmas
4. OCEAN～The Korean Version～
5. 愛の鐘が世界に響きますように…／Instrumental
6. Fine day／Instrumental

## クレジット
1. 作詞: 池森秀一 作曲: 山根公路 編曲: DEEN&大平勉
2. 作詞: 池森秀一 作曲: 田川伸治 編曲: DEEN
3. 作詞/作曲: IRVING BERLIN 編曲: DEEN&時乗浩一郎
4. 作詞: 池森秀一 訳詞: IGUANA VOICE 作曲: 鈴木寛之 編曲: DEEN&鈴木寛之

## 収録アルバム
- 『DEEN PERFECT SINGLES +』(#1)
- 『Another Side Memories〜Precious Best〜』(#2)
- 『DEENAGE MEMORY -20周年記念ベストアルバム-』(#1)
- 『DEEN The Best FOREVER 〜Complete Singles +〜』(#1)

## タイアップ
- TBS系列『魂のワンスプーン』2004年12月〜2005年1月エンディングテーマ。

## 参加ミュージシャン
- DEEN
  - 池森秀一: ヴォーカル
  - 山根公路: キーボード
  - 田川伸治: ギター
- ゲストミュージシャン
  - ゴスペルコーラス: 亀渕友香&The Voices of Japan(#1,3)
  - ドラム: 沼澤尚(#1,2,4)
  - ベース: 松原秀樹(#1,2)、宮野和也(#4)
  - バイオリン: 石川寛子(#1,2/from UNISON)、エリス(#1,2/from UNISON)、大井実夏(#4)、下川美帆(#4)
  - バックアップヴォーカル: Ko-saku(#4)、入日茜(#4) 他...